# Boeing P-8 Poseidon
Le Boeing P-8A Poseidon, aussi désigné P-8 MMA pour Multimission Maritime Aircraft, est un avion de patrouille maritime et de lutte anti-sous-marine américain entré en service fin 2013. Il est dérivé de l'avion de ligne Boeing 737.

## Conception et historique

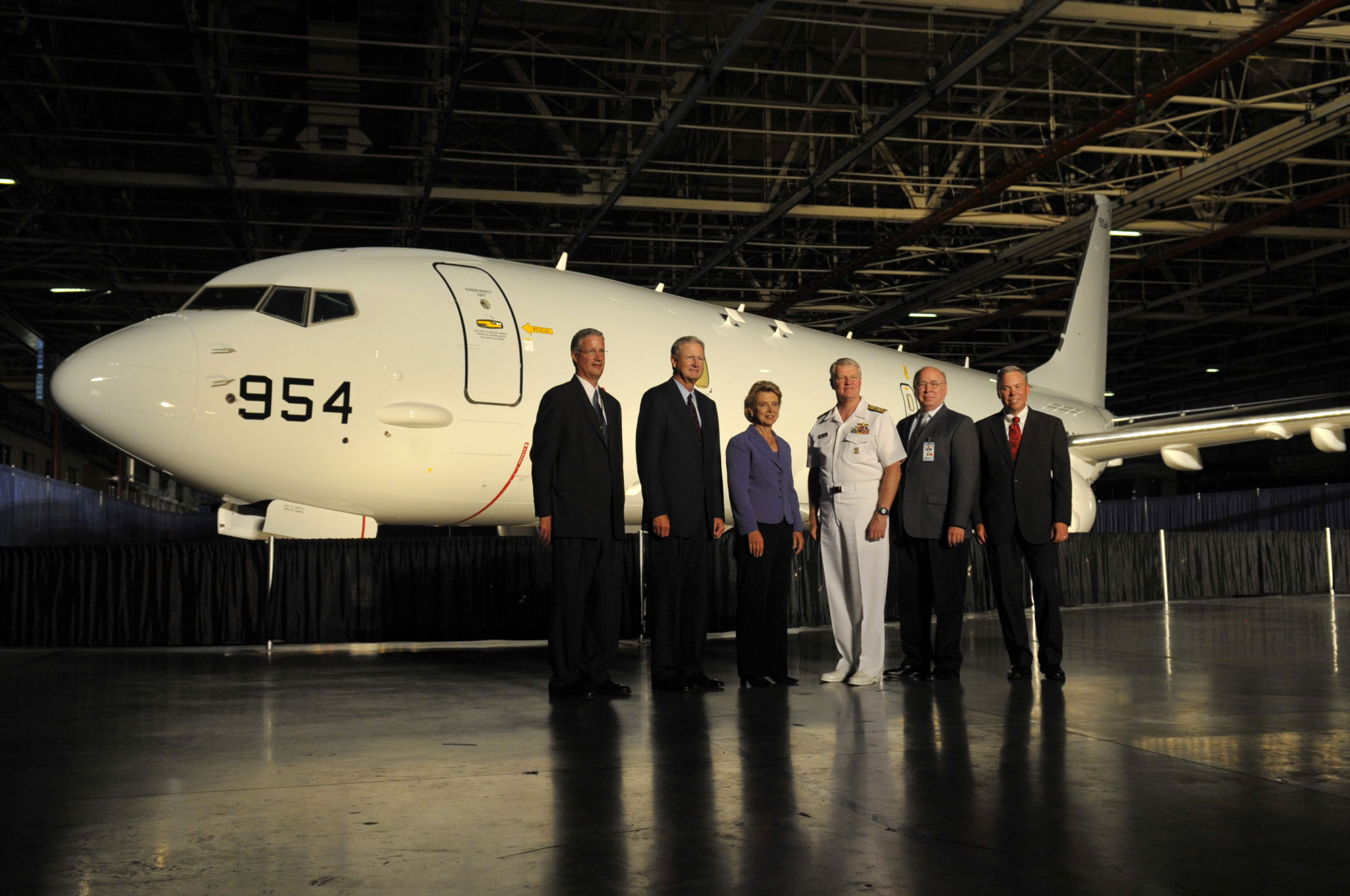
Un Boeing P-8A Poseidon à la cérémonie de lancement, à Seattle, le 30 juillet 2009 en aéronautique.

L'US Navy a commencé à chercher un remplaçant au Lockheed P-3 Orion à la fin des années 1990. Les études exploratoires de concept commencèrent en 2000 avec le financement par la Navy d'études de Boeing et de Lockheed Martin. Après la diffusion du projet initial, la Navy a publié un cahier des charges définitif en septembre 2003, portant sur l'acquisition de 251 appareils, ce chiffre a depuis été revu à la baisse et porte en 2010 sur 117 avions puis 128 après une commande en avril 2021.
La compétition pour le programme MMA a vu s'affronter le Lockheed Martin Orion 21 (un dérivé plus moderne du P-3C) et la version modifiée du Boeing 737. En juin 2004, l'US Navy a annoncé avoir sélectionné le projet de Boeing. Le 14 juin 2004, celle-ci attribua à Boeing un contrat estimé à 3,89 milliards de dollars pour la phase de développement du système et le démonstrateur (SDD). La phase SDD aboutira à la fabrication de sept cellules d'essai en deux étapes.
Destiné à opérer en haute altitude, il n'est pas équipé de détecteur d'anomalie magnétique mais l'Inde a demandé que cet équipement soit bien installé sur ses futurs P-8I.
Cet avion équipé de liaison 11, liaison 16 et de systèmes internet, doit agir dans un environnement de guerre en réseau en collaboration avec la quarantaine de drones RQ-4N choisis dans le cadre du programme Broad Area Maritime Surveillance (en) devant assurer une surveillance de surface de longue durée et une variante du drone de combat Boeing ScanEagle, le MagEagle Compressed Carriage équipé lui de détecteur d'anomalie magnétique et pouvant être largué depuis des aéronefs comme le F/A-18 ou de bateaux et permettant d'attaquer à distance de sécurité grâce au kit Lockheed Martin HAAWC (High Altitude Anti-Submarine Warfare Weapon Capability) devant permettre de larguer une torpille jusqu'à 20 000 pieds (6 100 m) d'altitude comme une bombe planante,.
Boeing a dû faire plus de 50 modifications coûtant un milliard de dollars pour adapter simplement la cellule de base du 737 pour satisfaire aux exigences de certification plus exigeantes de la marine américaine.
Le P-8A a passé la revue critique de conception en juin 2007 et les essais en vol ont débuté le 5 juin 2009. L'appareil d'essai T1, destiné aux essais de navigabilité, a commencé les vols d'essais en octobre 2009 avant d'être affecté au Air Test and Evaluation Squadron 20 de Patuxent River. Le premier vol d'essai « Système » a été mené le 8 juin 2010 par l'appareil T2, qui comme le T3 est destiné aux tests du système d'armes.
L'US Navy a passé des marchés en 2001 et 2012 pour une production initiale de 24 avions de série pour une mise en service initiale opérationnelle en 2013 selon un standard dit P-8A increment 1, puis en 2015 P-8 increment 2 (spiral 1) et enfin P-8 increment 3 (spiral 2) en 2018.
En 2012, cinq avions pour l'US Navy et un pour la marine indienne ont été livrés. En 2013, Boeing prévoyait 12 livraisons (10 pour l'USN et 2 pour la marine indienne). Le 4 décembre 2013, le 13e P-8 est livré à l'US Navy, il s'agit du dernier de la seconde série de production initiale (LRIP) à taux de fabrication faible. Boeing prépare ensuite la production à grande échelle du Poseidon.
Début 2015, on prévoyait 9 livraisons pour l'année fiscale, puis 16 en 2016, 12 en 2017 et 2018, puis 7 en 2019. Un total de 62 P-8A a été commandé par l'US Navy en août 2015. Le 5 janvier 2017, le 50e P-8 est livré à l'US Navy. Le 117e est alors prévu en 2019. Mais le centième est livré le 14 mai 2020.
Le coût du développement est estimé à 5,5 milliards de dollars américain, tandis que le coût total (développement + appareils) est lui estimé à 20 milliards de dollars.

## Utilisateurs

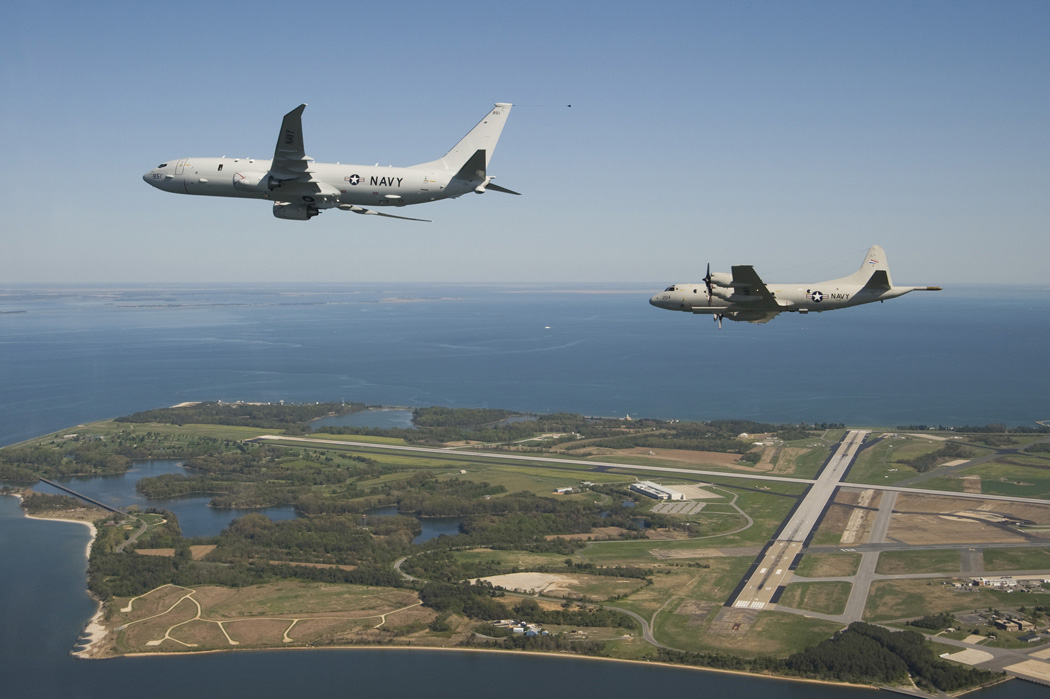
Un P-8 Poseidon de l'US Navy volant en formation avec un P-3 Orion.

L'United States Navy et Boeing ont entamé des pourparlers avec la Royal Australian Navy, les Forces canadiennes et la Marina militare italienne en vue d'une prise de participation dans le programme de développement, mais seule l'Australie a signé un mémorandum d'entente (MoU) avec l'US Navy en 2009 prévoyant notamment le développement du P-8A Poseidon Increment 2, une évolution logicielle qui vise entre autres à améliorer les capacités de détection acoustiques de l'appareil dans la mission de lutte anti-sous-marine (traitement multi-statique des bouées, etc.).
Boeing envisage en outre l'exportation d'une centaine d'appareils en vue du remplacement des P-3 ou d'autres appareils de patrouille maritime d'autres nations dont l'Atlantique 2 français.
- États-Unis : Le 7 juillet 2022, l'US Navy réceptionne son 112e appareil, qui est le 150e série. Avant cela, elle a eu 6 prototypes et avions d'essais au début du programme.

- Australie : En février 2014, le gouvernement australien confirme l’achat de huit Boeing P-8A Poseidon de patrouille maritime pour la Royal Australian Air Force (RAAF) afin de remplacer ses actuels AP-3C Orion acquis à dix-huit exemplaires. Le premier appareil devait être livré en 2017 et les huit Poseidon devront être pleinement opérationnels d'ici 2019. Mais, le programme, en avance, débute fin 2016 et le dernier appareil est livré en avril 2019[17]. Une option pour l’acquisition de quatre avions supplémentaires est alors prévue. L'acquisition des huit premiers P-8A Poseidon devrait coûter environ quatre milliards de dollars australiens (environ 2,6 Md€), infrastructures de soutien incluses[18]. Début 2016, le livre blanc de la défense prévoit d'augmenter la flotte à 15 appareils soutenus par 7 MQ-4 Triton[19]. Le 30 décembre 2020, deux P-8A sont commandés, portant le total de commandes fermes à 14[20].

- Inde : Le 5 janvier 2009, Boeing a confirmé la commande par la marine indienne de 8 P-8I en remplacement de ses Tu-142[21]. Le premier d'entre eux est livré le 19 décembre 2012, les 2 suivants en 2013[22]. Une option pour 4 appareils supplémentaires a été levée le 16 juillet 2016 pour une livraison à partir de 2019[23]. Le 12e et dernier est livré le 24 février 2022[24].

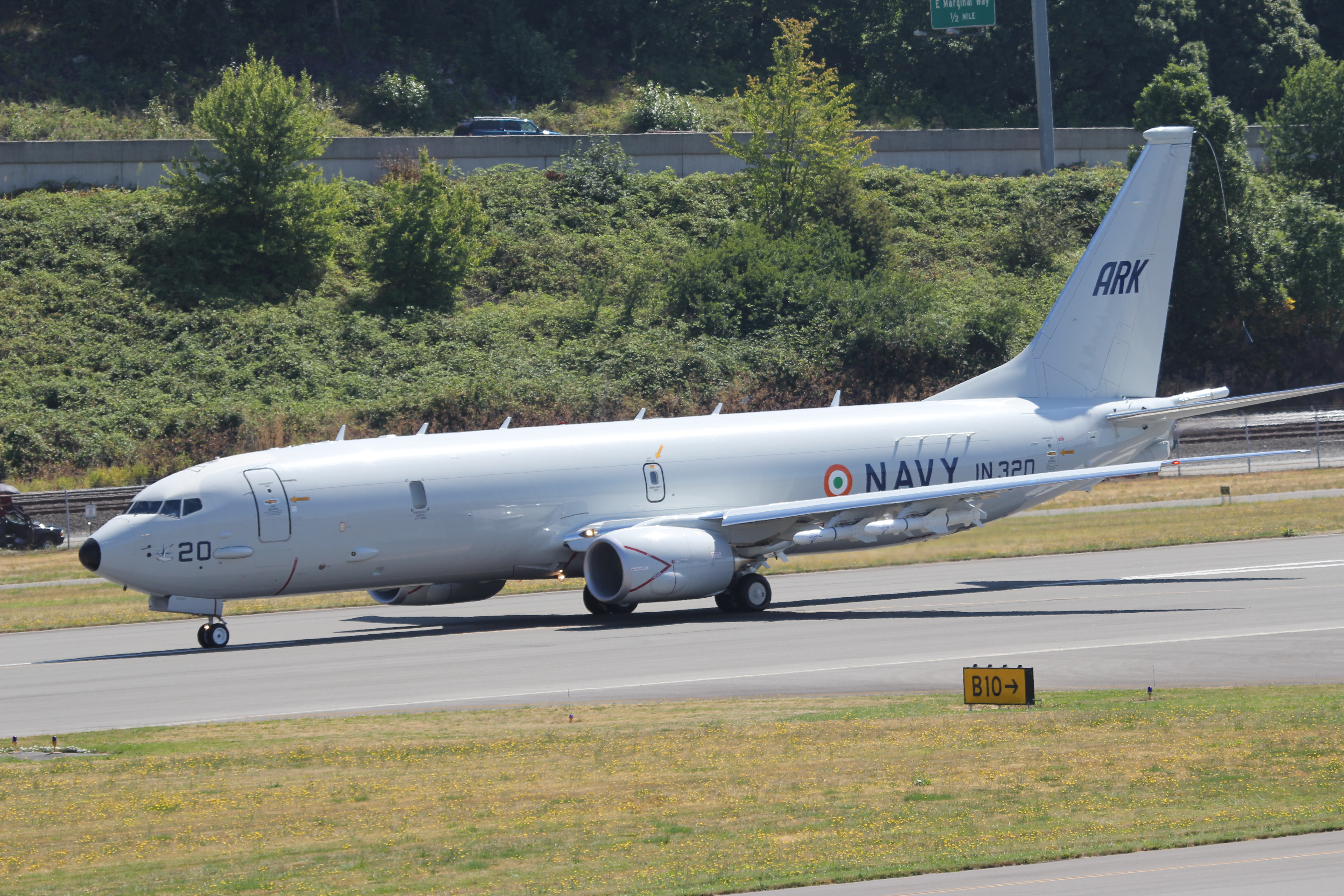
Un des tout premiers P-8I indiens équipés de missiles antinavires AGM-84 Harpoon.

- Royaume-Uni : En novembre 2015, le gouvernement britannique annonce qu'il compte avoir 9 P-8 dans la Royal Air Force dans les années 2020 pour restaurer une capacité de patrouille maritime[25]. Le 11e est réceptionné le 11 janvier 2022[26]

- Norvège : Le 25 novembre 2016, le gouvernement de la Norvège décide d'acquérir 5 P-8 pour remplacer une flotte de 6 P-3 Orion et 3 Dassault Mystère 20. La livraison a lieu entre le 18 novembre 2021 et le 27 mai 2022[27],[28].

- Nouvelle-Zélande : Le 27 avril 2017, l'administration américaine fait état d'une requête pour un possible achat de 4 appareils par la Nouvelle-Zélande pour 1,46 milliard de dollars américains[29] pour remplacer les 6 P-3 en service dans la force aérienne royale néo-zélandaise dans les années 2020. L’achat est confirmé le 9 juillet 2018[30]. 2,35 milliards de dollars néo-zélandais (1,4 milliard d'euros) sont prévus pour ce contrat, la moitié consacrée à l'achat des appareils, le restant servira à financer des infrastructures et autres simulateurs de vol[31]. Le contrat de production englobant la commande sud-coréenne et 6 pour l'US Navy est passé le 31 mars 2020 pour une livraison en 2022[32]. Le premier est livré le 8 décembre 2022, les trois autres devant l'être en 2023[33].

- Corée du Sud : en juin 2018, la Corée du Sud fait part de son intention d'acheter 6 P-8 Poséidon pour la Marine de la république de Corée afin de moderniser ses capacités de patrouille maritime[34]. Après formation aux États-Unis, les trois premiers arrivent au commandement aéronaval de Pohang le 19 juin 2024, trois autres étant attendus le 30 juin. Ils doivent être opérationnels début 2025[35].

- Allemagne : en mars 2021, la Marineflieger est autorisée par l'administration américaine à commander 8 P-8A en remplacement d'une partie de sa flotte de 8 P-3C Orion vieillissante pour un montant de 1,77 milliard de dollars[36] ; la commande est effectivement passée par les autorités allemandes en juillet 2021[37].

### Tableau des commandes
Au 20 octobre 2023 :
| Utilisateurs     | En service | Commandés | Version |
| ---------------- | ---------- | --------- | ------- |
| Royaume-Uni      | 11         | 11        | P-8A    |
| Norvége          | 5          | 5         | P-8A    |
| États-Unis       | 112        | 112       | P-8A    |
| Australie        | 14         | 14        | P-8A    |
| Inde             | 12         | 12        | P-8I    |
| Corée du Sud     | 6          | 6         | P-8A    |
| Nouvelle-Zélande | 4          | 4         | P-8A    |
| Allemagne        | 2          | 8         | P-8A    |
| TOTAL            | 166        | 172       |         |

## Description

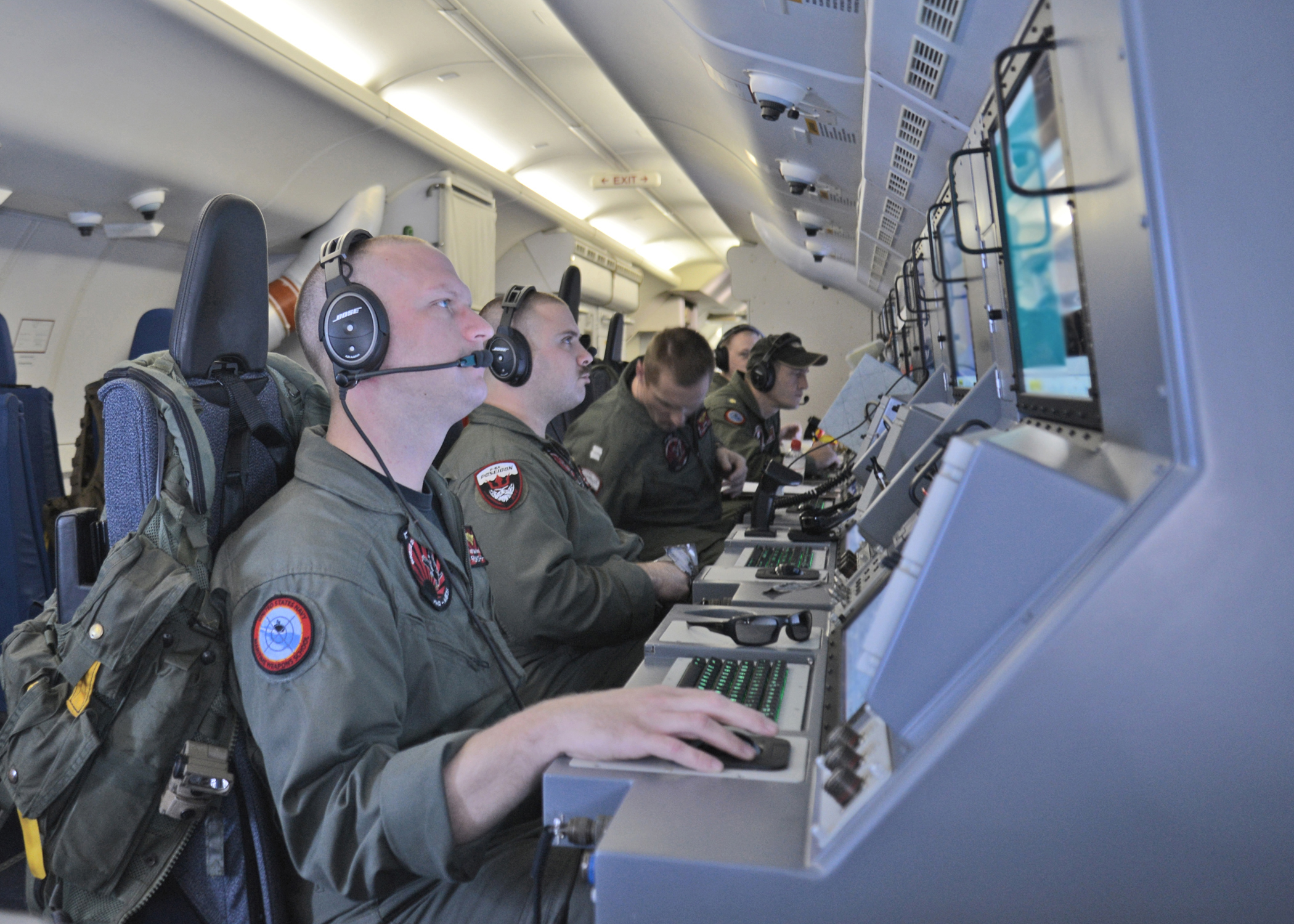
Stations de travail d'un P-8 en 2014.

Le P-8A est fondé sur le fuselage du Boeing 737-800 et possède les ailes du 737-900. En lieu et place des winglets courbes montés sur les avions commerciaux, sont montées des extensions d'aile destinées à réduire le givrage à basse altitude. Le fuselage et la section arrière sont construits par Spirit AeroSystems.
L'intérieur du fuselage a été modifié pour accueillir une soute à armement de 3,5 ou 4,7 m de long selon les besoins. Celle-ci est fournie par Hindustan Aeronautics Ltd. pour les appareils destinés à l'Inde.
Northrop Grumman est chargé de fournir les systèmes de contremesures infrarouges et les systèmes de mesure électronique auxiliaires, tandis que Raytheon fournit le radar de surveillance maritime AN/APY-10 ainsi que les systèmes de renseignement électroniques. De son côté, GE Aviation s'occupe des systèmes liés aux commandes de vol.
L'appareil est motorisé par deux turboréacteurs CFM International CFM56-7.

## Variante
Boeing propose, avec pour partenaires Argon ST (en) et Raytheon, une variante de renseignement électronique du P-8 Poseidon pour le programme Electronics Patrol Experiment mais dans la proposition de budget pour l'année 2011 présentée par l'administration Obama, ce programme est annulé, mais pourrait survivre en partie grâce à des demandes exprimées pour une telle capacité par des clients internationaux.

### Développement lié
- Boeing 737-800

### Aéronefs comparables
- Lockheed P-3 Orion
- Breguet Atlantic
- Lockheed P2V Neptune
- Hawker Siddeley Nimrod
- CASA C-295 Persuader